# Curt Nicolin
Curt René Nicolin, född 10 mars 1921 i Stockholm, död 8 september 2006 i Stockholm, var en svensk företagsledare. Han var främst känd som företagsledare i ASEA och under några år i SAS samt därefter som ordförande för Svenska Arbetsgivareföreningen (SAF). Han gjorde sig känd som en stridbar förkämpe för en fri marknadsekonomi och individens rättigheter. Samtidigt var han starkt engagerad för en god miljö.

## Biografi
Efter studier vid Kungliga Tekniska högskolan (KTH) i Stockholm handplockades Nicolin av Wallenberggruppen för en anställning vid STAL (Svenska Turbinfabriks Aktiebolaget Ljungström) i Finspång 1945, där han blev ansvarig för konstruktionen av de svenska jetmotorerna Dovern och Glan. För dessa arbeten tilldelades han Flygtekniska Föreningens Thulinmedalj i silver och Ingenjörsvetenskapsakademins guldmedalj. Åren 1954–1955 var Nicolin flygingenjör av första graden i Flygvapnets reserv. Han blev divisionschef samt var under åren 1955–1959 verkställande direktör i STAL, där Marcus Wallenberg var styrelseordförande. Åren 1959–1961 var han vd för Turbin AB de Laval Ljungström (TALL), som bildades 1959 genom sammanslagning av STAL med AB de Lavals Ångturbin.
Nicolin var verkställande direktör i ASEA under åren 1961–1976 och därefter styrelseordförande i företaget.
Under denna tid kom ASEA att bygga upp en världsledande kompetens inom kärnkraftsteknologi. ASEA byggde nio av Sveriges tolv reaktorer. Stal-Laval tillverkade 16 av 18 ångturbinsträngar för kärnkraftverken. Under åren 1961–1962 var han utlånad som verkställande direktör för flygbolaget SAS med huvuduppgift att sanera företagets ekonomi.

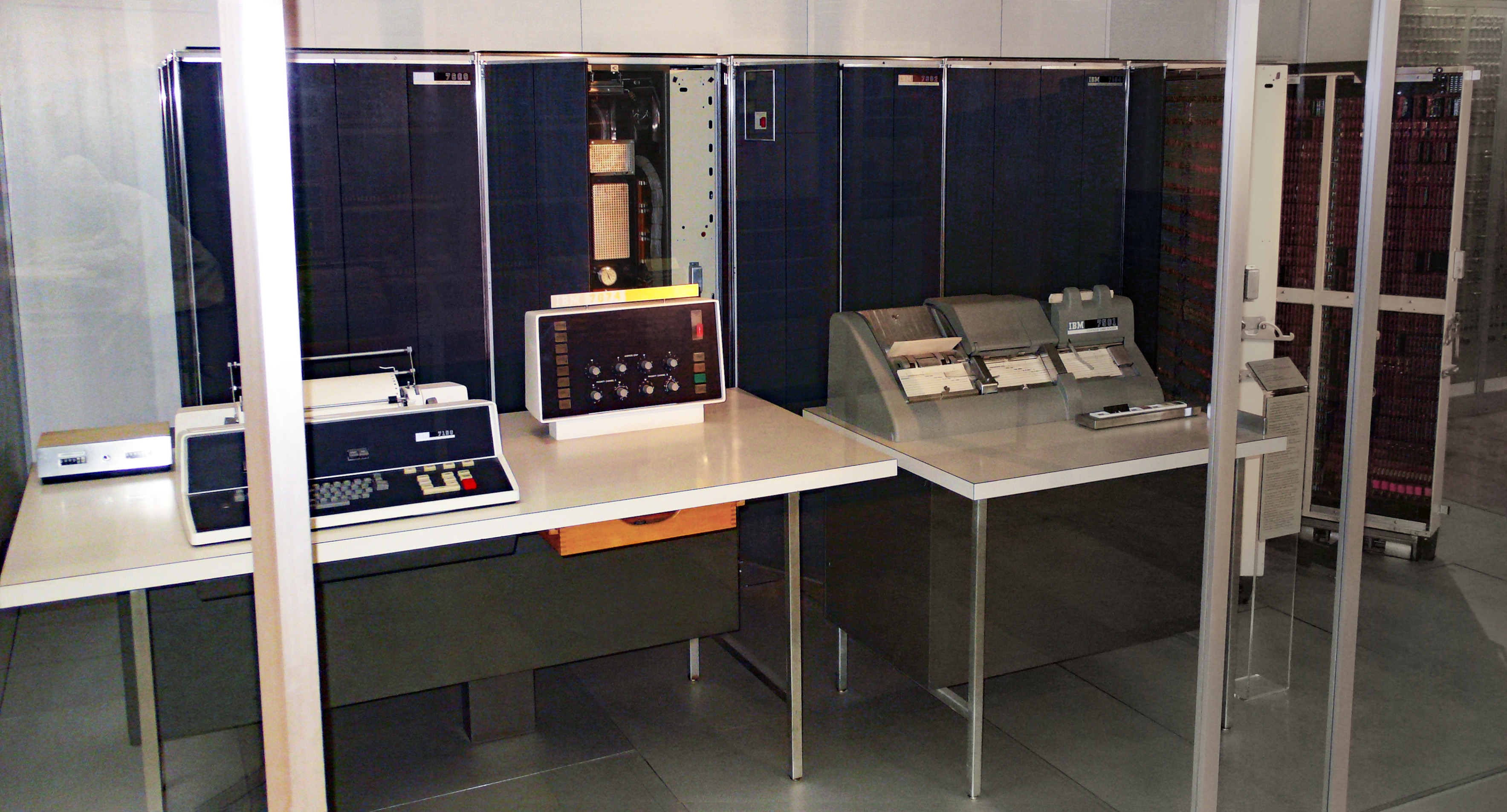
IBM 7070 (7074) var den typ av stordator som ASEA under Nicolins tid införde för att rationalisera hela företagets produktionsflöde.

På ASEA genomförde Nicolin en rad rationaliseringar som syftade till att minska den mängd kapital som var upptaget i lager, förråd och varor i arbete. Denna typ av rationalisering kallades senare lean production eller just-in-time. Utöver detta genomförde han med hjälp av medarbetaren Alde Nilsson en omfattande datorisering av produktion och administration som inleddes med inköp av IBM-system år 1962. Han rekryterade även Sven-Erik Andersson år 1961 för att inleda arbetet med numeriskt styrda maskiner vilket ledde till en omfattande automatisering av produktionen och formade ASEAs egen utvecklingsavdelning för industrirobotar.
Vid upphandlingen av TIDAS, det stora datorsystem som skulle övervaka hela det svenska kraftnätet, trädde Nicolin in och lyckades förhandla direkt med Vattenfall och därmed uppnå målet att ASEA och Vattenfall tillsammans konstruerade systemet med amerikanska företaget TRW som underleverantör, istället för att förlita sig enbart på utländska företag.
År 1987 deltog han i arbetet med fusioneringen mellan ASEA och schweiziska Brown Boveri, ett arbete som leddes av ASEA:s dåvarande vd Percy Barnevik och som i samband med detta genomförde ett namnbyte på företaget till ABB. Ordförandeskapet i ABB delades mellan Curt Nicolin och Brown Boveris Fritz Leutwiler.
Under åren 1976–1984 var Curt Nicolin en färgstark ordförande för SAF. Näringslivet skulle inte lydigt ställa upp på statens premisser och delta i utredningar och förhandlingar, utan tydligt företräda och för allmänheten förklara företagandets villkor och behov av frihet. SAF kom därför under Nicolins tid att öka sina satsningar på opinionsbildning.

## Ledamot av ICC
Nicolin var ordförande i den svenska avdelningen av International Chamber of Commerce (ICC; Internationella handelskammaren) under åren 1985–1998. Han gjorde betydande insatser för ICC såväl i Sverige som internationellt. I egenskap av ledamot av ICC World Council framhöll Nicolin alltid betydelsen av att ICC jämsides med kampen för marknadsekonomi och frihandel skulle framhålla betydelsen av största möjliga ekonomiska frihet för näringslivet. Han var under 1970-talet vice ordförande i ICC Commission on Energy.

## Miljöengagemang
År 1999 fick Nicolin Östersjöpriset för sitt miljöengagemang. Han drog som ordförande i den svenska avdelningen av Internationella handelskammaren igång Baltic Sea 2008, ett projekt som försökte minska de miljöfarliga utsläppen i Östersjön till 1940 års nivå.

## Utmärkelser och utnämningar
- Kommendör av första klassen av Vasaorden, 3 december 1974.[8][9]

- 1953: Curt Nicolin tilldelas Kungl. Ingenjörsvetenskapsakademien guldmedalj för hans konstruktionsarbeten på reaktionsturbiner.
- 1955: Curt Nicolin blir ledamot av Kungl. Ingenjörsvetenskapsakademien.
- 1974: Curt Nicolin promoveras till teknologie hedersdoktor vid KTH.[10]
- 1985: Curt Nicolin blir ledamot av Kungl. Vetenskapsakademien.

- 1991: på Curt Nicolins 70-årsdag instiftas ICC:s Nicolinstiftelse CN-70 som varje år delar ut stipendier till forskare och studenter.
- 1994: Curt Nicolin blir ekonomie hedersdoktor vid Handelshögskolan i Stockholm (ekon. dr h.c.).
- 1998: Curt Nicolin får motta Svenska ICC:s förtjänstmedalj ur kung Carl XVI Gustafs hand.
- 2006: Svenskt Näringsliv instiftade Curt Nicolin-priset.

Curt Nicolin Gymnasiet AB (CNG), gymnasieskola i Finspång, är uppkallad efter Curt Nicolin.

## Citat av Curt Nicolin
- "Kompetenta människor söker inte efter makt, för de behöver den inte. Mindre kompetenta människor älskar makt."
- "Fredrik Ljungström lärde mig att se till huvudfrågan och bortse från detaljer för att få ett mentalt gripbart koncept." Curt Nicolin 1968 som en kommentar till en bild när Fredrik Ljungström besökte STAL i Finspång 1948.

## Familj
Nicolins föräldrar var jägmästaren Felix Nicolin och Anna-Lisa Rehné. Han gifte sig 1946 med Ulla Sandén. De fick barnen Claes, Marie, Magnus, Tomas och Charlotte. Familjen var från slutet av 1980-talet bosatt på Mariebergs säteri i Grödinge.
Nicolin är begraven i familjegraven vid Grödinge kyrka.